# Frank Porter Graham

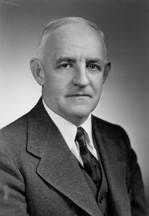
Frank Porter Graham

Frank Porter Graham, född 14 oktober 1886 i Fayetteville, North Carolina, död 16 februari 1972 i Chapel Hill, North Carolina, var en amerikansk demokratisk politiker och professor. Han representerade delstaten North Carolina i USA:s senat 1949–1950.

## Biografi
Graham utexaminerades 1909 från University of North Carolina at Chapel Hill. Han avlade sedan juristexamen vid samma universitet och fick 1913 sitt advokattillstånd. Han studerade vidare vid Columbia University och tjänstgjorde som professor i historia vid University of North Carolina at Chapel Hill 1915–1930. Han tillträdde 1930 som universitetets rektor och tjänstgjorde 1932–1949 som rektor för delstatens universitetssystem.
Senator J. Melville Broughton avled 1949 i ämbetet och guvernör W. Kerr Scott utnämnde Graham till senaten fram till fyllnadsvalet följande år. Demokraternas primärval inför fyllnadsvalet 1950 blev en jämn kamp. Graham fick 49 procent av rösterna i första omgången. Willis Smith fick 41 procent och Robert Rice Reynolds 10 procent av rösterna. Det krävdes en andra omgång i och med att Graham inte hade fått enkel majoritet. Demokraterna i North Carolina ändrade senare reglerna så att 40 procent i första omgången räcker för den kandidaten som har fått flest röster men år 1950 gällde enkel majoritet. Graham profilerade sig som en liberal demokrat och han ansågs främja slutet på rassegregeringen åtminstone på sikt. Motståndaren Smith lät bli att hålla rasistiska valtal men hans anhängare distribuerade inofficiella pamfletter där rasistiska hotbilder förekom. En av Smiths kampanjmedarbetare var Jesse Helms, som senare blev republikansk senator. Tack vare de rasistiska supportrarna lyckades Smith vända trenden och vann primärvalet med 52 procent mot 48 procent för Graham.
Graham var presbyterian. Han gravsattes på Old Chapel Hill Cemetery i Chapel Hill.